# On Human Nature
On Human Nature é um livro de 1979, vencedor do Prémio Pulitzer, escrito pelo biólogo da Universidade de Harvard, Edward Osborne Wilson. A obra tenta explicar como diferentes características dos humanos e das sociedades humanas podem ser explicadas do ponto de vista da evolução. Wilson afronta velhos preconceitos e falsos juízos actuais acerca do debate natureza versus ambiente. Explica como a evolução deixou as suas marcas em características tipicamente humanas tais como o uso do sexo pelo prazer, a generosidade, o altruísmo e aspectos relacionados com o culto. O livro é visto como um esforço com vista a comple(men)tar a revolução Darwiniana ao trazer o pensamento biológico para as ciências sociais e humanas.
Secções abordadas no livro:
- Genética
- Linguagem e desenvolvimento
- Agressão
- Sexo
- Altruísmo
- Religião
- Fé